# Stagetominus
Stagetominus is een monotypisch geslacht van kevers uit de familie van de klopkevers (Anobiidae).

## Soort
- Stagetominus minor Pic, 1923